# Speonoterus bedosae
Speonoterus bedosae là một loài bọ cánh cứng trong họ Noteridae. Loài này được Spangler miêu tả khoa học đầu tiên năm 1996.